# カハ・カラーゼ
カハベル・カラーゼ（Kakhaber "Kakha" Kaladze、კახაბერ კალაძე、1978年2月27日 - ）は、ジョージア・サムトレディア出身の元サッカー選手。元ジョージア代表。ポジションはディフェンダー。現政治家。2017年からトビリシ市長を務めている。

## 経歴

### サッカー選手として
11歳の時に父カルロのチームLokomotiv Samtrediaに入団。当初のポジションはFWだった。1993年に独立したばかりのグルジアのFCディナモ・トビリシに入団、1994年にプロデビュー。次第に頭角を現し、1997年にウクライナのディナモ・キエフへ移籍。アンドレイ・シェフチェンコらとともにUEFAチャンピオンズリーグでの上位進出に貢献した。ディナモ・トビリシ、ディナモ・キエフ在籍中は全てリーグ優勝。
その後、2001年1月10日にジョージア国籍をもつ選手としては初めてセリエA・ACミランへ移籍。2003-04シーズンのスクデット獲得のほか、2度のUEFAチャンピオンズリーグ（UCL）優勝にクラブワールドカップ制覇など数々のタイトルを獲得した。
2010年8月31日、ジェノアCFCに移籍。
ディナモ・キエフ在籍時の2001年1月に「2002 FIFAワールドカップ」の日韓共催を記念して決勝戦の舞台・横浜で開催されたアクセンチュアドリームサッカーに出場(登録名 カラッツェ)。しかしACミランの一員として2007年のクラブワールドカップで来日した際のインタビューでは失念したのか「日本に来るのは初めて」とコメントしていた。
祖国ジョージアでは最優秀選手賞を5回受賞。同国では最高記録である。
2008年12月2日にジョージア人モデルAnuka Areshidze(Anuki)とミラノで結婚。
ジョージア代表には1996年3月27日の親善試合・キプロス戦でデビューし、11年後の2007年2月6日のラトビア戦で代表初ゴールを記録。50試合でのキャプテンを務めた。2009年9月5日のイタリア戦では、自身の2つのオウンゴールにより2-0で敗北するという失態を犯した。2011年12月12日に代表引退を表明した。
2012年5月12日、現役引退を表明。

### 政治家として
サッカー選手引退後は母国ジョージアで政治家に転身し、議会選挙に小選挙区より当選。所属政党「ジョージアの夢」も同選挙で勝利し、同年10月8日、次期首相就任が確実なビジナ・イヴァニシヴィリ党首より次期内閣における副首相に指名された。また、2017年10月には、トビリシ市長選に当選したことも報じられた。

## 弟誘拐事件
2001年に実の弟で医大生のレバン・カラーゼが心臓病の治療を受けていたトビリシの病院前で誘拐されるという事件が発生。カハ・カラーゼ自身もウインター・ブレイクを利用して調査するも発見には至らなかった。2005年に白骨死体となって発見という報道がなされたがDNA鑑定の結果から別人と判明した。2006年1月7日に無縁墓地で発見された遺体のDNA鑑定の結果、レバンと判明し、2月17日に政府より発表された。
その状況の中、2月18日のカリアリ・カルチョ戦、2月21日CLバイエルン・ミュンヘン戦（アウェイ戦）に出場し、チームに貢献した。試合後、試合が行われたミュンヘンからベルルスコーニ会長のプライベートジェット機にて、レバンの葬儀の為にジョージアに帰国。
犯人は4人組の男で既に逮捕されている。カラーゼはジョージア政府、警察の対応の悪さに落胆し、同国代表でのプレーを拒否。ウクライナ代表でプレーする特例をFIFAに求めたことがある。

## 所属クラブ
- FCディナモ・トビリシ　1993-1998
- FCディナモ・キーウ　1998-2000
- ACミラン　2001-2010
- ジェノアCFC　2010-2012